# Necedah (thị trấn), Wisconsin
Necedah là một thị trấn thuộc quận Juneau, tiểu bang Wisconsin, Hoa Kỳ. Năm 2010, dân số của thị trấn này là 2.262 người.